# Girolamo Mercuriale
Girolamo Mercuriale (aussi connu sous le nom de Jérôme Mercurialis, Geronimo Mercuriale, Hieronymus ou Hieronymi Mercurialis) (né le 30 septembre 1530 à Forlì et mort le 8 novembre 1606  dans la même ville) est un médecin et philologue italien.

## Biographie
Girolamo Mercuriale naît à Forlì, en Émilie-Romagne, d'une famille distinguée. Après de solides études préliminaires, il suit des cours de médecine à Bologne. Il reçoit le bonnet de docteur à l'université de Padoue. De retour à Forlì en 1562, il est envoyé par ses concitoyens pour traiter d'affaires importantes à Rome, à la cour du pape Pie IV, sollicité par le cardinal Farnèse. Pendant son séjour, qui durera sept ans, il écrit De arte gymnastica, qui lui donne une grande réputation dans le monde des lettres.
En 1569, il est nommé par la république de Venise à la chaire de médecine de l'université de Padoue. L'empereur Maximilien II le fait venir à Vienne pour le consulter sur sa santé. Mercuriale ayant donné entière satisfaction à l'empereur, il reçoit de nombreux présents et est anobli.
Après avoir enseigné à Padoue pendant dix-huit ans, il est appelé en 1587 à Bologne, puis en 1599 à Pise, où il est attiré par les généreuses propositions du duc Cosme Ier de Toscane. Il décède à Forlì de maladie et laisse à ses héritiers une fortune considérable. Il est enterré dans la chapelle qu'il avait fait bâtir dans l'église de saint Mercurial, patron de sa ville natale. Les habitants de Forlì, pour honorer la mémoire de leur illustre compatriote, lui firent élever une statue sur la place publique.

## De arte gymnastica
C'est un ouvrage savant, composé à l'aide des monuments de l'Antiquité et des livres renfermés dans les riches bibliothèques de Rome. On y trouve des recherches curieuses sur les gymnases des anciens, sur toutes les espèces d'exercices et de jeux auxquels ils se livraient, sur leurs effets tant en maladie qu'en santé.

## Liste des œuvres

De morbis muliebribus

- Nomothesaurus, seu ratio lactandi infantes, Padoue, 1552.
- De arte gymnastica en six livres, Venise, 1569, avec des figures de Coriolan.
- Variarum lectionum en quatre livres, Venise, 1571 ; Bâle, 1576, augmentée d'un cinquième livre, en ligne ; Venise, 1588 et suivantes, enrichie d'un sixième livre.
- Repugnantia quâ pro Galeno strenuè pugnatur, Venise, 1572.
- De morbis cutaneis, et de omnibus corporis humani excrementis, Venise, 1572, édition de Paul Ricardi d'après les leçons orales de Mercuriale.
- De pestilentiâ in universum, præsertim verò de Venetâ et Patavinâ, Venise, 1577, leçons recueillies à Padoue en 1573 par Jérôme Zacchi.
- Tractatus de maculis pestiferis et de hydrophobiâ, Padoue, 1580.
- De morbis muliebribus prælectiones, Bâle, 1582, édition de Gaspard Bauhin.
- De morbis puerorum, Venise, 1583, édition de Jean Chrosczsieyoroski.
- Censura et dispositio operum Hippocratis, Venise, 1583, sorte de préparation à une édition des œuvres d'Hippocrate.
- De venenis et morbis venenosis, Francfort, 1584, édition de Alb. Schlegel.
- De decoratione liber, acced. de varicibus et de reficiendo naso, Venise, 1585, édition de Jules Mancini.
- Consultationes, et responsa medicinalia, I., Venise, 1587 ; II., 1590 ; III., 1597 ; IV., 1604.
- Hippocratis opera, græcè et latinè, Venise, 1588, édition des œuvres d'Hippocrate classées selon leur authenticité.
- Tractatus de compositione medicamentorum ; de morbis oculorum et aurium, Venise, 1590, édition de Realdo Colombo.
- Commentarii eruditissimi in Hippocratis prognostica..., ou Prælectiones Pisanæ, Venise, 1597.
- Medicina pratica, Francfort, 1601, édition de Pierre de Spina.
- In omnes Hippocratis aphorismos prælectiones Patavinæ..., édition de Maximilien Mercuriale, fils de Jérôme, Bologne, 1619.
- In secundum librum epidemicorum Hippocratis prælectiones Bononienses, Forli, 1626.
- Opuscula aurea et selectiora, Venise, 1644.

## Source
- « Girolamo Mercuriale », dans Louis-Gabriel Michaud, Biographie universelle ancienne et moderne : histoire par ordre alphabétique de la vie publique et privée de tous les hommes avec la collaboration de plus de 300 savants et littérateurs français ou étrangers, 2e édition, 1843-1865 [détail de l’édition]